# Gaby Bamana
Gaby Bamana (mongol cyrillique : Габи Бамана) est un docteur en anthropologie, né à Kabwe, Kasai-Occidental, en République démocratique du Congo étudiant la culture mongole et d'Asie centrale et menant des recherches comparées sur ces cultures et celles d'Afrique centrale. Il est professeur adjoint d'anthropologie et d'études religieuses à l'Art Institute (en) de Pittsburgh, dans l'état de Pennsylvanie, aux États-Unis et chercheur à l'Université nationale de Mongolie. Il est également affilié à l'Art Institute de Minneapolis et à l'Université du Minnesota. Il parle couramment le mongol khalkha.
Il s'est notamment intéressé à l'histoire et aux habitudes de consommation du thé chez les Mongols. Il a écrit un ouvrage, « On the tea road, A journey into Mongolian life and culture » sur le sujet, et explique que le thé était déjà présent en Mongolie au XVIe siècle et XVIIe siècle et qu'il y transitait, sur la route de la soie.

## Biographie
Né au Congo, il part en Mongolie pour la première fois en 1995, pour ses études initiales
Il a obtenu un PhD en anthropologie sociale à l'Université du pays de Galles, au Royaume-Uni
Il est responsable du Centre Antoon Mostaert d'études mongoles (Antoon Mostaert à Oulan-Bator.
C'est un ancien missionnaire catholique, qui pense que ce n'est plus approprié à ce monde.

### Articles
- (en) Габи Бамана et А. Мөнхцэцэг, « Christianity and Mongolia: Past and Present », Antoon Mostaer Journal, Ulaanbaatar, Соёмбо Принтинг,‎ août 2006 (OCLC 226371758)
- (en) Gaby Bamana, « The concept of Tenggerism and the 21 st Century Mongol Identity », IAMS Bulletin, London, vol. 1, no 41,‎ 2008, p. 156-158
- (en) Gaby Bamana, « Men on the right and women on the left: symbolism and metaphor in the mongol ger domestic space », Mongolia Society Journal,‎ 2015
- (mn) Gaby Bamana, « Монголчуудын цайны соёл: Бэлгэдэл, зүйрлэл, нийгмийн явцын оршихуй », Journal of the National University of Mongolia, vol. XXXIII, no 359,‎ 2011 (culture mongole du thé : Symbolisme, métaphores et processus social)
- (en) Gaby Bamana, « Tea Practices in Mongolia : A Field of Female Power and Gendered Meanings », Asian Ethnology, University of Wales, Nanzan Institute for Religion and Culture, vol. 74, no 1,‎ 2015, p. 193–214 (lire en ligne)
- (mn-Cyrl) Габи Бамана, « Монгол гэр доторх орон зайн бэлгэдэл болон метафор », study of Mongolian Symbolizm; Quest and perspectives, улаанбаатар, no 39,‎ 2009
- (en) Gaby Bamana, « Dogs and Herders: Mythical Kinship, Spiritual Analogy, and Sociality in Rural Mongolia », Sino-Platonic Papers (en), Philadelphia, PA, Order from Dept. of Oriental Studies, University of Pennsylvania/CU, no 245,‎ mars 2014 (ISSN 2157-9679, e-ISSN 2157-9687, lire en ligne) (licence CC by-nc-nd/2.5)

### Ouvrages
- (mn-Cyrl) Габи Бамана, Оюуны хэлхээ : эрдэм шинжилгээний бичиг, Улаанбаатар, Антоон мостаэрт Монгол Судлалын Төв,‎ août 2006, 174 p. (OCLC 300275059)
((en) Gaby Bamana, Christianity and Mongolia : past and present : proceedings of the Antoon Mostaert symposium on Christianity and Mongolia, Ulaanbaatar, Antoon Mostaėrt Mongol Sudlalyn Tȯv, aoüt 2006
- (en) Gaby Bamana (préf. Sendenjavyn Dulam), On the tea road, A journey into Mongolian life and culture, Ulaanbaatar, CreateSpace Independent Publishing Platform, Admon, 2008, 220 p. (ISBN 978-1461009580, OCLC 287089993)
réédition : (en) Gaby Bamana, On the Tea Road : A Journey Into Mongolian Life and Culture, North Charleston, SC, Createspace, 2011, 218 p. (ISBN 9781461009580, OCLC 874442753)
- (mn-Cyrl) (en) Sendenjavyn Dulam, Gaby Bamana et International Institute for the Study of Nomadic Civilizations, Study in Mongolian symbolism : quest and perspectives, Ulaanbaatar, Center for the Study of Nomadic Culture and Civilization, 2012, 277 p. (ISBN 9789996247873, OCLC 805211591)
- (mn) Ж. Цолоо et А. Мөнхцэцэг (préf. Gaby Bamana), Урианхайн өв соёл, Ulaanbaatar, Адмон/Admon, coll. « Documenta Oiratica Collecta » (no VI),‎ 2008, 549 p. (ISBN 9789992905258, OCLC 899264824)  (littérature orale sur la chasse en Uriankhai, relevées dans les années 1970 en Mongolie occidentale)[9].

### Vidéographie
- (nl) « De leegte en het woord », 23 septembre 2012 (Attention, contient des DRM pouvant empêcher sa lecture).